# Köyliö
Köyliö este o fostă comună din Finlanda.

## Personalități născute aici
- Harri Eloranta (n. 1963), biatlonist;
- Petteri Orpo (n. 1969), politician, premier.